# Loch Maree
Loch Maree (gaélique écossais : Loch Ma-ruibhe)  est un loch de Wester Ross dans les Northwest Highlands en Écosse. D'une longueur de 20 km et d'une largeur maximale de 4 km, c'est le 4e plus grand loch d'eau douce du pays. Sa superficie est de 28,6 km2.
Le loch possède quatre îles boisées et plus de 25 îlots, beaucoup possédant leurs propres lacs. L'Île Maree possède des reliques d'une chapelle, un cimetière, un puits sacré ainsi qu'un arbre sacré, qui pourrait être le lieu d'ermitage de Saint Máel Ruba qui fonda le monastère d'Applecross en 672. L'île contient aussi des stands de chêne et de houx que l'on attribue aux druides d'Écosse. On pense aussi que les eaux du loch pourraient avoir des effets curatifs, tandis que le fait d'être submergé dans l'eau pourrait guérir la folie. Toutes les îles du loch sont des aires protégées, dont la plus grande est la seule de Grande-Bretagne renfermant un loch, possédant à son tour un îlot.
Comme le Loch Ness, Loch Maree a son propre monstre: le muc-sheilch.
Le loch est souvent décrit comme le plus beau des Highlands.

## Tourisme
Son emplacement reculé explique la faible activité industrielle ou touristique autour du Loch Maree, en dépit de sa situation proche de la mer. Dès l'époque victorienne, à la suite d'une visite de la reine au Loch Maree Hotel de Talladale en 1877, le Loch devint un lieu populaire pour la pêche à la truite. À la suite de cette visite, on baptisa de « Chutes Victoria » la cascade alimentant le Loch en son extrémité méridionale, depuis Beinn Eighe.

## Écologie
Loch Maree est d'importance internationale pour la particularité de sa vie sauvage et de sa biodiversité. Jusqu'aux années récentes, des milliers de truites brunes (Salmo trutta) et de saumon (Salmo salar) retournaient chaque été dans le loch  depuis la mer. Les truites de mer se regroupaient en larges nombres dans certaines baies, faisant du loch un des lieux les plus excitants d’Écosse pour la pêche à la ligne et lui conférant une réputation internationale. Un record britannique de pêche fut établi en 1952 quand une truite de mer de plus de 8 kg fut pêchée à la mouche dans le loch. La pêche à la truite de mer s'effondra dans les années 1990 et n'a pas encore complétement récupéré.[2][not in citation given]
Les truites de mer et les saumons sont une part majeure de l'écosystème du Loch Maree car elle constitue de la nourriture pour le plongeon arctique (gavia arctica) et pour la loutre (Lutra lutra). Le Loch est une aire spéciale de conservation et de protection telles que définies par la directive de l'Union Européenne sur les Habitats naturels. [3]
Le Loch possède également deux populations séparée d'Ombles chevaliers (Salvelinus alpinus) encore peu connuu. Une des populations, pourvues de gros yeux et se nourrissant dans les eaux profondes ne mesure guère plus de 15cm. L'autre population atteint 32cm et peut parfois être vue en bancs à la surface du Loch, lorsque l'eau est calm. 
Le loch Maree fut désigné comme site Ramsar le 19 septembre 1994.